# 中村正克
中村正克（なかむら まさかつ、1944年1月24日 - ）は日本の大蔵官僚。血液型はO型。

## 来歴
石川県七尾市出身（父母も石川県）。石川県立七尾高等学校、金沢大学法文学部卒業。
1966年 北陸財務局入局（理財部融資課）。
1983年7月 大臣官房財務考査官。1985年7月1日 関東財務局理財部次長。1987年7月1日 九州財務局理財部長。1988年6月 新東京国際空港公団経理部長。1990年7月1日 理財局管理課長。1991年7月1日 造幣局総務部長。1993年6月25日 東北財務局長。1994年7月1日 退官。
同年7月 商工組合中央金庫にて業務企画本部副本部長兼営業本部副本部長。

## 略歴
- 1966年4月：北陸財務局入局（理財部融資課）[2]。
- 1969年7月：大蔵省国際金融局外資課
- 1971年8月：大臣官房文書課管理係長[3]。
- 1973年7月：岡山財務部管財第二課長。
- 1975年4月：総理府国防会議事務局参事官補。
- 1977年7月：北陸財務局理財部金融課長補佐。
- 1978年7月：東北財務局理財部経済調査課長。
- 1980年7月：関東財務局理財部証券検査第二課長。
- 1981年7月：関東財務局理財部証券課長。
- 1983年7月：大臣官房財務考査官。
- 1985年7月1日：関東財務局理財部次長。
- 1987年7月1日：九州財務局理財部長。
- 1988年6月：新東京国際空港公団経理部長。
- 1990年7月1日：理財局管理課長。
- 1991年7月1日：造幣局総務部長。
- 1993年6月25日：東北財務局長。
- 1994年7月1日：退官。